# Pinino (powiat rypiński)
Pinino – wieś w Polsce położona w województwie kujawsko-pomorskim, w powiecie rypińskim, w gminie Rogowo.

## Podział administracyjny
| SIMC    | Nazwa | Rodzaj    |
| ------- | ----- | --------- |
| 1029767 | Korea | część wsi |

W latach 1975–1998 miejscowość administracyjnie należała do województwa włocławskiego.

## Demografia
Według Narodowego Spisu Powszechnego (III 2011 r.) liczyła 127 mieszkańców. Jest piętnastą co do wielkości miejscowością gminy Rogowo.